# Sotiris Kakisis
Sotiris Kakisis (nacido en 1954) es un poeta contemporáneo griego. También es un traductor prolífico, destacando la poesía lírica de la Grecia antigua (Alceo, Alcmán de Esparta, Safo, etc.). Ha desarrollado una gran carrera como periodista, descollando como entrevistador, ha escrito letras de canciones y guiones para diversas películas, siendo de destacar las películas del director George Panousopoulos "Love Me Not?" y "Athens Blues". Sus adaptaciones de "Medea" de Eurípides y "Mimiamboi" de Herodas han sido representadas por la compañía nacional de teatro de Noruega y el Teatro Nacional de Grecia, respectivamente.